# Capgrossos de Mataró
Els Capgrossos de Mataró són una colla castellera de Mataró, al Maresme, fundada el 1996. Vesteixen amb camisa de color blau marí i els seus millors castells són el 5 de 9 amb folre, el 2 de 9 amb folre i manilles, el pilar de 8 amb folre i manilles (carregat), el 9 de 8 (carregat), el 3 de 9 amb folre i el 4 de 9 amb folre.
L'1 de novembre de 2010 es van convertir en la cinquena colla de la història que assoleix un castell de gamma extra, en descarregar el 2 de 9 amb folre i manilles a Vilafranca en la mateixa diada de Tots Sants en què els Castellers de Vilafranca descarregaven el primer 2 de 8 sense folre de la història. Els Capgrossos han ostentat la Presidència de la Coordinadora de Colles Castelleres de Catalunya (CCCC) els anys 2004 i 2012, essent els seus representants Ramon Bach i Sergi Valdé, respectivament. La colla va escollir el nom de Capgrossos perquè volien un nom diferent a les altres colles i que fes referència a la seva ciutat. El mot Capgròs feia referència a la forma històrica amb la que els barcelonins anomenaven als ciutadans de Mataró. La camisa és de color blau marí, com la bandera de la ciutat.
La seva millor actuació va ser 3 de 9 amb folre, 2 de 9 amb folre i manilles, 5 de 9 amb folre  i pilar de 8 amb folre i manilles (1 de novembre del 2017 - Diada de Tots Sants a Vilafranca del Penedès).

## Castells assolits

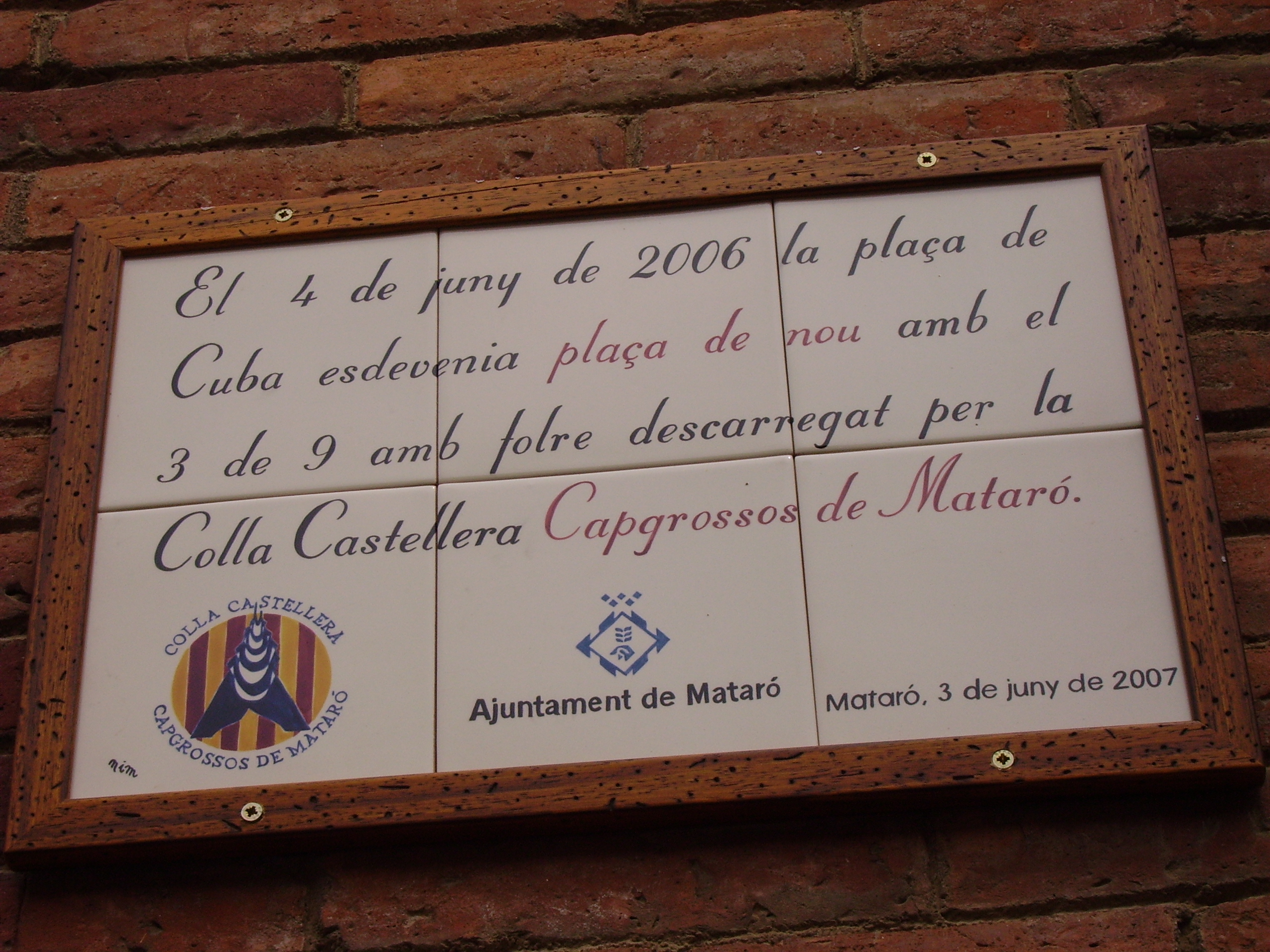
Placa a la plaça de Cuba de Mataró pel 3 de 9 amb folre de l'any 2006

El castells més importants assolits per la colla són el 2 de 9 amb folre i manilles, el 5 de 9 amb folre, el pilar de 8 amb folre i manilles (carregat), el 3 de 9 amb folre i el 4 de 9 amb folre. La taula següent mostra els castells carregats i/o descarregats per primera vegada, ordenats de major a menor dificultat:
| Construcció                                | Data                   | Diada                                                             | Plaça                    | Població               |
| ------------------------------------------ | ---------------------- | ----------------------------------------------------------------- | ------------------------ | ---------------------- |
| 2 de 9 amb folre i manilles                | 1 de novembre de 2010  | Diada de Tots Sants                                               | Plaça de la Vila         | Vilafranca del Penedès |
| 5 de 9 amb folre                           | 23 juliol de 2017      | Diada de Les Santes                                               | Plaça de Santa Anna      | Mataró                 |
| 5 de 9 amb folre (carregat)                | 20 de novembre de 2016 | Diada dels Minyons de Terrassa                                    | Plaça Vella              | Terrassa               |
| Pilar de 8 amb folre i manilles (carregat) | 1 de novembre de 2015  | Diada de Tots Sants                                               | Plaça de la Vila         | Vilafranca del Penedès |
| 9 de 8 (carregat)                          | 30 d'octubre de 2016   | Fires de Sant Narcís                                              | Plaça del Vi             | Girona                 |
| 3 de 9 amb folre                           | 6 d'octubre de 2002    | XIX Concurs de castells de Tarragona                              | Plaça de Braus           | Tarragona              |
| 4 de 9 amb folre                           | 3 d'octubre de 2004    | XX Concurs de castells de Tarragona                               | Plaça de Braus           | Tarragona              |
| 3 de 9 amb folre (carregat)                | 21 de juliol de 2002   | Diada de Les Santes                                               | Plaça de Santa Anna      | Mataró                 |
| 4 de 9 amb folre (carregat)                | 25 de juliol de 2004   | Diada de Les Santes                                               | Plaça de Santa Anna      | Mataró                 |
| 3 de 8 amb l'agulla                        | 2009                   |                                                                   |                          |                        |
| 4 de 8 amb l'agulla                        | 6 de novembre de 2005  | Diada dels Capgrossos de Mataró                                   | Plaça de Santa Anna      | Mataró                 |
| 5 de 8                                     | 29 de setembre 2002    |                                                                   |                          | Lleida                 |
| pilar de 7 amb folre                       | 1 de novembre de 2005  | Diada de Tots Sants                                               | Plaça de la Vila         | Vilafranca del Penedès |
| 2 de 8 amb folre                           | 25 de juliol de 1999   | Diada de les Santes                                               | Plaça de Santa Anna      | Mataró                 |
| 5 de 8 (carregat)                          | 4 de novembre de 2001  | Diada dels Capgrossos de Mataró                                   | Plaça de Santa Anna      | Mataró                 |
| 7 de 8                                     | 23 de setembre de 2012 | XIX Diada dels Castellers d'Esplugues (Festa Major de Sant Mateu) | Plaça de Santa Magdalena | Esplugues de Llobregat |
| pilar de 7 amb folre (carregat)            | 2 d'octubre de 2005    | Festa Major de Sant Miquel                                        | Plaça de la Paeria       | Lleida                 |
| 3 de 8                                     | 25 de juliol de 1999   | Diada de les Santes                                               | Plaça de Santa Anna      | Mataró                 |
| Pilar de 6                                 | 2 d'agost de 2003      | Festa Major de la Mare de Déu de les Neus                         | Plaça de la Vila         | Vilanova i la Geltrú   |
| 4 de 8                                     | 1998                   |                                                                   |                          |                        |
| 2 de 7                                     | 9 de novembre de 1997  | IV Diada dels Saballuts                                           | Plaça de Sant Roc        | Sabadell               |
| Pilar de 6 (carregat)                      | 17 de novembre de 2002 | XXIV Diada dels Minyons de Terrassa                               | Raval de Montserrat      | Terrassa               |
| 9 de 7                                     | 11 de maig de 2011     |                                                                   |                          | Mataró                 |
| 2 de 7 (carregat)                          | 12 d'octubre de 1997   |                                                                   |                          | Sarrià                 |
| 3 de 7 aixecat per sota                    | 1997                   |                                                                   |                          |                        |
| 5 de 7 amb l'agulla                        | 19 de juny de 2011     | 15 anys 15 castells                                               |                          | Mataró                 |
| 7 de 7                                     | 19 de juny de 2011     | 15 anys 15 castells                                               |                          | Mataró                 |
| 5 de 7                                     | 1 de juny de 1997      |                                                                   |                          | Mataró                 |
| 4 de 7 amb l'agulla                        | 1997                   |                                                                   |                          |                        |
| 3 de 7 amb l'agulla                        | 29 d'agost de 2009     | Festa Major de Sant Bartomeu                                      | Plaça del Cap de la Vila | Sitges                 |
| 5 de 7 (carregat)                          | 20 d'abril de 1997     |                                                                   |                          | Vilassar de Mar        |
| 3 de 7                                     | 1997                   |                                                                   |                          |                        |
| 4 de 7                                     | 1996                   |                                                                   |                          |                        |
| Pilar de 5                                 | 1996                   |                                                                   |                          |                        |
| 2 de 6                                     | 1996                   |                                                                   |                          |                        |
| Pilar de 5 aixecat per sota                | 1997                   |                                                                   |                          |                        |
| 9 de 6                                     | 1997                   |                                                                   |                          |                        |
| 3 de 6 aixecat per sota                    | 1996                   |                                                                   |                          |                        |
| 5 de 6                                     | 1996                   |                                                                   |                          |                        |
| 4 de 6 amb l'agulla                        | 1996                   |                                                                   |                          |                        |
| 3 de 6                                     | 1996                   |                                                                   |                          |                        |
| 4 de 6                                     | 1996                   |                                                                   |                          |                        |
| Pilar de 4                                 | 1996                   |                                                                   |                          |                        |